# Brian Oliván
Brian Oliván Herrero (Barcelona, 1 de abril de 1994) es un futbolista español. Juega como defensa y se encuentra sin equipo tras abandonar el R. C. D. Espanyol.

## Trayectoria
Formado en las categorías inferiores del F. C. Barcelona, fichó por el filial del Sporting de Braga en 2013, posteriormente pasó al CSKA de Sofía hasta que finalmente el Real Valladolid C. F. se hizo con sus servicios.
En la temporada 2014-15 disputó 34 partidos de liga y anotó 4 goles con el filial pucelano, e hizo que el defensa llegara a disputar dos encuentros de liga y uno de Copa del Rey con el primer equipo en Segunda División.
En julio de 2015 el Granada C. F. "B" lo firmó por tres temporadas. En agosto de 2016 el Granada C. F. "B" lo cedió al Cádiz C. F. para disputar la Segunda División. En el conjunto cadista jugó la mayoría de los partidos, aunque no siempre fue titular. No obstante, en junio de 2017 el Cádiz C. F. ejecutó la opción de compra que tenía sobre el jugador, que hasta entonces pertenecía al Granada C. F.
Después jugó tres temporadas en el Cádiz C. F., la primera de ellas titular y peleando por lograr el ascenso a Primera División. El 2 de septiembre de 2019 fue cedido al Girona F. C. una temporada. La temporada 2019-20 disputó un total de 13 partidos.
El 9 de septiembre de 2020 firmó por el R. C. D. Mallorca por dos temporadas tras desvincularse del Cádiz C. F. El 21 de junio de 2022, a pocos días de expirar su vinculación con el equipo balear, el R. C. D. Espanyol anunció su contratación para las siguientes tres campañas. En ese periodo de tiempo disputó 89 partidos, en los que marcó un gol, y se marchó al no ser renovado.

## Clubes
| Club                      | País     | Año       |
| ------------------------- | -------- | --------- |
| S.C. Braga "B"            | Portugal | 2013      |
| P. F. C. CSKA Sofia       | Bulgaria | 2014      |
| Real Valladolid C. F. "B" | España   | 2014-2015 |
| Granada C. F. "B"         | España   | 2015-2017 |
| Cádiz C. F. (cedido)      | España   | 2016-2017 |
| Cádiz C. F.               | España   | 2017-2020 |
| Girona F. C. (cedido)     | España   | 2019-2020 |
| R. C. D. Mallorca         | España   | 2020-2022 |
| R. C. D. Espanyol         | España   | 2022-2025 |